# Let the Corpses Tan
Let the Corpses Tan (en francés: Laissez bronzer les cadavres y en castellano Dejad que los cadáveres se bronceen) es una película de 2017 dirigida y escrita por Hélène Cattet y Bruno Forzani. La película está basada en la novela Laissez bronzer les cadavres de Jean-Patrick Manchette y Jean-Pierre Bastid. La película trata sobre una banda de ladrones que obtienen 250 kg de oro robado y llegan a la casa de una artista atrapada en un triángulo amoroso. El escenario se convierte rápidamente en un largo tiroteo entre la policía y los ladrones que dura todo el día.
Let the Corpses Tan recibió ocho nominaciones en la novena edición de los Premios Magritte, incluyendo el de Mejor Película y Mejor Director para Cattet y Forzani, y el de Mejor Sonido, ganando estas tres últimas.

## Producción
Let the Corpses Tan se rodó principalmente en Córcega.

## Lanzamiento
Let the Corpses Tan se estrenó en el Festival de Cine de Locarno el 4 de agosto de 2017.
El estreno en Estados Unidos de la película fue durante la proyección del Midnight Madness en el Festival Internacional de Cine de Toronto en 2017. Fue presentada en Francia el 18 de octubre de 2017 y en Bélgica el 10 de enero de 2018 por Anonymes Films.
El estreno en España fue el 3 de agosto de 2019 en la Cineteca del Matadero.

## Recepción
En el agregador de reseñas Rotten Tomatoes, la película tiene una calificación del 75%, basada en 22 reseñas con una calificación promedio de 6.7 / 10.
Neil Young de The Hollywood Reporter opinó sobre la película que se encontraba "al borde de la incoherencia", afirmando que después de todos los dobles y triples cruces que desarrolla, era casi imposible seguirla sin conocer la fuente original. Allan Hunter de Screen Daily publicó ideas similares, opinando que la película tenía "estilo de sobra" y que era una "película de excesos casi delirantes" y eso indicaba que, si no era importante que al público le preocupasen los personajes, encontraba "embriagador ver a un equipo tan decidido y con tanto control sobre su técnica cinematográfica. Aunque, después de un tiempo, empieza a sonar hueco".

## Premios y reconocimientos
| Premio / Festival de Cine    | Categoría                  | Destinatarios y nominados                                 | Resultado |
| ---------------------------- | -------------------------- | --------------------------------------------------------- | --------- |
| Premios Magritte             | Mejor película             |                                                           | Nominada  |
| Premios Magritte             | Mejor director             | Hélène Cattet y Bruno Forzani                             | Nominados |
| Premios Magritte             | Mejor actor de reparto     | Pierre Nisse                                              | Nominado  |
| Premios Magritte             | Mejor fotografía           | Manuel Dacosse                                            | Ganador   |
| Premios Magritte             | Mejor diseño de producción | Alina Santos                                              | Ganadora  |
| Premios Magritte             | Mejor diseño de vestuario  | Jackye Fauconnier                                         | Nominada  |
| Premios Magritte             | Mejor sonido               | Yves Bemelmans, Dan Bruylandt, Olivier Thys, Benoit Biral | Ganadores |
| Premios Magritte             | Mejor edición              | Bernard Beets                                             | Nominado  |
| Festival de Locarno          | Premio Piazza Grande       |                                                           | Nominada  |
| Festival de cine de Varsovia | Premio de espíritu libre   | Hélène Cattet y Bruno Forzani                             | Nominados |